# Adrian Le Roy
Pour les articles homonymes, voir Le Roy.
Répertoire
tablatures de luth, guitare, cistre ou mandore, airs de cour.
Adrian Le Roy [Leroy] (Montreuil-sur-Mer ca. 1520 - Paris 1598) est un luthiste, guitariste, compositeur et imprimeur-libraire en musique (associé à Robert I Ballard).

## Biographie
Adrian Le Roy est né dans la ville de Montreuil-sur-Mer, dans une famille de marchands aisée, qui fut représentée à l’échevinage de la ville tout au long du XVIe siècle. Sa famille avait aussi des liens avec Boulogne-sur-Mer. On ne sait rien de ses années de formation, ni qui furent ses maîtres de luth, de guitare, ni de composition...
Dès avant 1545, il est au service de Claude de Clermont, baron de Dampierre et lieutenant général du roi à Ardres, près de Calais. Il passe ensuite au service de Jacques II, baron de Semblançay et vicomte de Tours. Dès mars 1546, il est relation avec le marchand-libraire parisien Jean de Brouilly à Paris ; il lui achète des vignes à Saint-Denis – d’où il ressort qu’Adrian Le Roy avait des moyens, pour pouvoir acheter des biens si jeune - puis épouse sa fille Denise. Le couple emménage dans la maison de Jean de Brouilly, rue Saint-Jean-de-Beauvais à l’enseigne Sainte-Geneviève, en 1550 ou au début de 1551.
Denise de Brouilly meurt avant 1570, sans enfant. On a que peu d’informations sur leur vie familiale ; Adrian est parrain des enfants de divers voisins, tels un tailleur, un pourpointier ou un tailleurs d’images, et de divers artistes en lien avec la cour, tel le marqueteur du roi Hans Krause et bien sûr les musiciens qui la fréquentent, et de son associé Robert I Ballard.
Le Roy est un « cousin » de Robert I Ballard, également originaire de Montreuil-sur-Mer. Les deux hommes s’associent en 1551 pour fonder un atelier de typographie musicale, installé dans l’atelier de Jean de Brouilly rue Saint-Jean-de-Brouilly, qui supplantera progressivement tous ses concurrents parisiens et restera au même endroit jusqu’en 1750 et dans la famille Ballard jusqu’à l’aube du XIXe siècle. Dans cette association, c’est Le Roy qui assume le rôle d’éditeur musical (c’est-à-dire le choix des œuvres et la correction des épreuves), tandis que Ballard dirige la production (composition, impression, reliure).
Les relations de Le Roy avec l’aristocratie lui ont ouvert les portes de la cour. Au long de sa carrière, quelques dédicaces révèlent qu’il a pu obtenir des permissions de la part de Henry II, du cardinal Charles de Lorraine, et qu’il a eu l’oreille de Charles IX. C’est lui qui, lors du voyage de Roland de Lassus à Paris, au printemps 1571, le présente à la cour de Charles IX, l’héberge et correspond plus tard avec lui. Le Roy fréquente également le salon du comte et de la comtesse de Retz (Claude Catherine de Clermont), où se croisent Pierre de Ronsard, Jean-Antoine de Baïf, Paul Melissus ou Guillaume Costeley.
Son accès aux cercles de la cour de France a bien sûr favorisé l’activité de l’officine Le Roy & Ballard, en lui permettant de fréquenter les musiciens les plus en vue. Parmi ceux qu’il aurait le mieux connus se trouvent : Guy de Clinchant, Pierre Certon, Jacques Arcadelt, Claude Le Jeune, Guillaume Costeley et Claude Goudimel.
Adrian Le Roy teste une première fois le 28 mars 1580, en préparation d’un prochain voyage à l’étranger dont la destination reste inconnue (Munich ? Italie ? Angleterre ?) et dont on ignore s’il l’a fait. La mort de Robert I Ballard en juillet 1588 déstabilise le fonctionnement de l’atelier (qui ne publie plus rien avant 1591 : trois rééditions de livres de chansons publiés sous son nom seul). En 1593 les publications reprennent plus franchement, dans le cadre d’une association entre Le Roy et la veuve Ballard, Lucrèce Du Gué. Le Roy teste à nouveau en 1598 peu avant sa mort, en léguant à Robert Ballard la totalité de ses biens. Ensuite, Lucrère Du Gué s’associe à son fils Pierre I Ballard pour poursuivre l’activité de la maison Ballard.

## Œuvre
Lors de la première décennie d’existence de l’atelier, Le Roy contribue largement à alimenter ses propres presses, avec au moins dix livres de tablature pour luth ou pour guitare ; il continuera jusque dans les décennies 1570 avec des méthodes, un traité et des recueils de musique vocale (à quatre voix ou pour voix et luth). Très actif, son atelier lui a sans doute pris une part importante de son temps au détriment de la composition, puisqu’on observe que ses dernières compositions éditées datent de 1571 et 1573.
Son œuvre est considérable. Il a bien sûr eu toute facilité pour la faire imprimer, mais cette profusion ne doit pas cacher les innovations qu’il y a introduites, notamment dans l’avènement de la forme de l’air de cour. Avec les CL psaumes de 1567 et les Airs de cour de 1571, il est un des promoteurs actifs de la forme de l’air, dans laquelle la voix de dessus devient prédominante par rapport aux voix inférieures (haute-contre, ténor, basse), dont le rôle est essentiellement d’établir l’harmonie. À tel point que celles-ci peuvent être dès lors remplacées par un instrument, en général le luth.

### Musique vocale

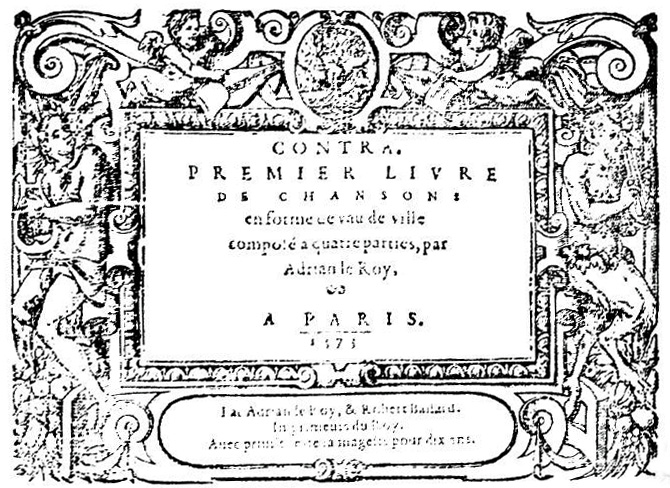
Titre des Chansons en forme de vau de ville d'Adrian Le Roy (Paris, 1573). (c) Paris BNF.

- Douze chansons spirituelles de Jean Antoine de Baïf, mise en musique à quatre parties. Paris, Adrian Le Roy et Robert Ballard, 1562. 4 vol. 8° obl. Edition perdue, citée par Du Verdier, vol. 3 p. 25.
- Les Pseaumes de David, composez en musique à quatre parties, par Cl. Goudimel. Mis en tablature sur le leut par Adrian Le Roy. – Paris, Adrian Le Roy et Robert Ballard, 1567. 4° obl., avec son portrait gravé sur bois. Contient une mise en tablature des 150 psaumes harmonisés par Claude Goudimel. Edition par Jean-Michel Noailly dans le Corpus des luthistes français, 1993.
- Livre d'airs de cour miz sur le luth. – Paris, Adrian Le Roy et Robert I Ballard, 1571. 4° obl., 24 f., avec son portrait gravé sur bois. Lesure 1955 n° 154. Dédicace à Catherine de Clermont, comtesse de Retz. Il s’agit d’un remaniement de pièces à quatre voix d’autres auteurs (notamment Nicolas de La Grotte). Les airs ou les vaudevilles sont réduits par l’auteur pour voix et tablature de luth, en mettant ainsi en évidence la partie de dessus. C’est la première apparition du terme « air de cour ». Edition dans ‘’Chansons au luth et airs de cour français du XVIe siècle’’, éd. L. de La Laurencie, A. Mairy and G. Thibault, Paris, Publications de la Société française de musicologie, 1934.
- Premier livre de chansons en forme de vau de ville, composé à quatre parties. Paris, Adrian Le Roy et Robert I Ballard, 1573. Lesure 1955 n° 171, RISM L 2042. Contient 23 chansons, pour la plupart des réharmonisations de mélodies utilisées par Pierre Certon dans Premier livre de chansons de 1552, avec la voix de ténor qui passe au superius. Édition moderne : Pro Musica, ca. 1977 (en 2 vol.).

En outre, il existe deux chansons et un air à quatre voix publiés dans des recueils (RISM 155426, 155616 et 15763.

### Pièces pour le luth

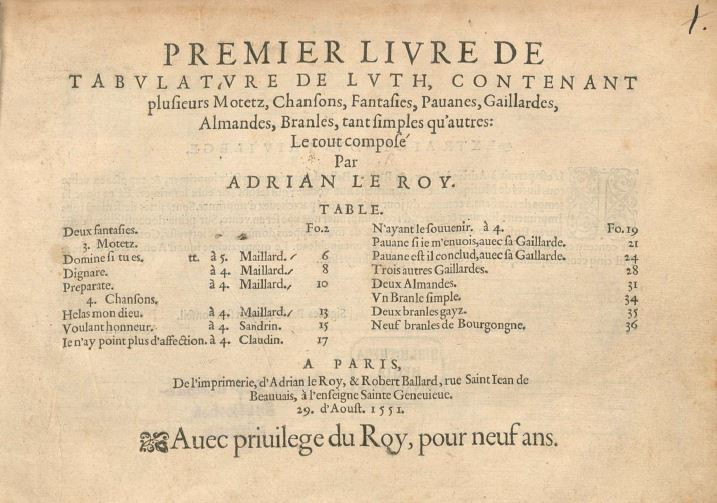
Titre de la Tablature pour luth d'Adrian Le Roy, livre 1 (1551). (c) München BSB.

Ses livres pour luth seul sont au moins au nombre de six, desquels trois seulement sont retrouvés. Dans sa reprise des chansons des musiciens contemporains, Le Roy y déploie toutes les ressources de l’ornementation (diminutions, arpèges…).
- Premier livre de tabulature, contenant plusieurs motetz, chansons, fantasies, pavanes, gaillardes, almandes, branles, tant simples qu’autres. Paris, Adrian Le Roy & Robert Ballard, 1551. 4° obl., RISM L 2048 et 155124, Lesure 1955 n° 1. Reprend des pièces de Jean Maillard, Pierre Sandrin et Claudin de Sermisy. Édition par André Souris et Richard de Morcourt, Corpus des luthistes français, (rééd. 1975). Numérisé par München MDZ.
- Tiers livre de tabulature de luth, contenant vingt & un pseaulmes. – Paris, Adrian Le Roy & Robert Ballard, 1552. 4° obl., RISM L 2049,  Lesure 1955 n° 5. Numérisé par München MDZ.
- Sixième livre de luth, contenant plusieurs chansons nouvellement mises en tabulature. - Paris : Adrian Le Roy et Robert I Ballard, 1559. 4° obl., RISM L 2050 et 155926, Lesure 1955 n° 65. Reprend des pièces de Jacques Arcadelt, Pierre Sandrin, Boyvin, Pierre Certon, De Bussy et Cyprien de Rore. Edition par Jean-Michel Vaccaro, Corpus des luthistes français, 1978. Numérisé par München MDZ.

### Pièces pour la guitare
Pour la guitare, Le Roy a publié cinq livres tous retrouvés ; s’y trouvent des fantaisies et plusieurs danses plus ou moins ornementées, des psaumes latins et des « voix de ville ».
- Premier livre de tabulature de guiterre, contenant plusieurs chansons, fantasies, pavanes, gaillardes, almandes, branles, tant simples qu’autres. - Paris, Adrian Le Roy & Robert Ballard, 1551. 4° obl., RISM L 2043 et 155123. Reprend des pièces Boyvin et Jean Maillard. Numérisé par Royal Holloway College.
- Second livre de guiterre, contenant plusieurs chansons en forme de voix de ville : nouvellement remises en tabulature. - Paris, Adrian Le Roy & Robert Ballard, 1556. 4° obl., RISM L 2044, Lesure 1955 n° 22. Réédition d’une édition parue en 1551 ou 1552, perdue. Numérisé par Royal Holloway College.
- Tiers livre de tabulature de guiterre, contenant plusieurs préludes, chansons, basse-dances, tourdions, pavanes, gaillardes, almandes, bransles, tant doubles que simples. - Paris, Adrian Le Roy & Robert Ballard, 1552. 4° obl., RISM L 2045, Lesure 1955 n° 4. Numérisé par Royal Holloway College.

[Le Quart livre de cette collection est une tablature de guitare de Gregor Brayssing, 1553].
- Cinquiesme livre de guiterre, contenant plusieurs chansons à trois & quatre parties, par bons & excelens Musiciens : reduites en tabulature par Adrian Le Roy. - Paris, Adrian Le Roy & Robert Ballard, 1554. 4° obl., RISM 2047 et 155433, Lesure 1955 n° 14. Reprend des chansons de Jacques Arcadelt, Bonard, Pierre Certon, De Bussi et de Le Roy lui-même. Numérisé par Royal Holloway College.
- Les Psalmes de David mis en tablature de guiterre. Edition perdue, citée d’après La Croix Du Maine vol. I, p. 8. Il s’agit probablement de l’équivalent, pour guitare, du Tiers livre pour luth de 1551.

### Pièces pour le cistre
Des deux livres de cistre parus, seul le second est connu :
- Second livre de cistre, contenant les Commandemens de Dieu : six pseaumes de David, & autre œuvres faciles, avec l’intelligence de la tabulature, & accords, dudict instrument par Adrian Le Roy. - Paris, Adrian Le Roy & Robert Ballard, 1564. 4° obl., Lesure 1955 n° 93.

### Méthodes instrumentales

#### Pour le luth
Pour la reconstruction de la chronologie des méthodes de luth de Le Roy, voir la préface de l'édition moderne de celle de 1574.
- Breve et facile instruction pour apprendre la tablature, conduire et disposer la main sur le luth, 1567, traduite en anglais en 1568 ci-dessous.
- A briefe and easye instruction to learn the tablature, to conduct and dispose thy hande unto the lute, englished by J. Alford londenor. – London, John Kingston for James Rowbothome, 1568. 8° obl., 39 f. RISM B-VI p. 499. Les fantaisies et danses y contenues sont éditées par Pierre Jansen et Daniel Heartz, Corpus des luthistes français, rééd. 1975.
- Instruction de partir toute musique des huit divers tons, en tablature de luth, exemplifiée par 12 chansons d'Orlande de Lassus, composée par Adrian Le Roy. Paris : Adrian Le Roy et Robert I Ballard, 1571. Édition perdue, citée dans Du Verdier vol. 3, p. 25 (sans date) et dans Cat. Galloys 1710 (n° 5730*, datée 1571), et traduite en anglais en 1574 ci-dessous.
- A briefe and plaine instruction to set all musicke of eight divers tunes in tableture for the lute. With a briefe instruction how to play on the lute by tablature, to conduct and dispose thy hand unto the lute, with certaine easie lessons for that purpose. And also a third booke containing divers new excellent tunes. All first written in French by Adrian Le Roy , and now translated into English by. F. K... - London, James Rowbothome, 1574. 8° obl., 78-90 f. RISM B-VI p. 500. Édition par Jean-Michel Vaccaro, Corpus des luthistes français (1977). Édition par Jean Jacquot et Jean-Michel Vaccaro, 2 vol., 1977. Cette instruction contient : 1 - une méthode pour mettre la musique vocale en forme de tablature pour le luth, 2 - la reprise de l'instruction pour le luth de 1568, 3 - un ensemble de 29 pièces pour le luth, parmi lesquelles des airs de cour qui proviennent du livre d'airs de 1571, et des psaumes.
- Réédition en 1583 de l'instruction de 1570, perdue.

#### Pour la guitare
- Briefve et facile instruction pour apprendre la tabulature à bien accorder, conduire et disposer la main sur la guiterne. - Paris : Adrian Le Roy et Robert I Ballard, 1551. 4°. Lesure 1955 n° 2 bis. Édition perdue, attestée par plusieurs sources.
- Réédition en 1578, signalée par Du Verdier vol. 3 p. 25, également perdue.
- A breffe and playne instruction for to learne the tablature, to conduct and dispose the hand unto the gitterne. - Londres : James Rowbotham, 1568. De cette traduction anglaise il ne reste plus que deux feuillets (Londres, Royal Academy of Music : XX(161921.1). Prov. Robert Spencer) et deux autres feuillets (Philadelphie (PA), Un. of Pennsylvania, Van Pelt Library : Folio MT654.C58 .L47 B7 1568). Sur ces fragments, voir Ward 1981 p. 16-17 et 107-108, et Tyler et Sparks 2007, p. 26-29.

#### Pour le cistre
- Breve et facile instruction pour apprendre la tablature, à bien accorder, conduire et disposer la main sur le cistre. - Paris : Adrian Le Roy et Robert I Ballard, 1565. 8°, 24 f. Lesure 1955 n° 111, RISM B-VI p. 500.

pour la mandore
- Instruction pour la mandore (Paris : Adrian Le Roy et Robert I Ballard, 1585). Édition perdue, citée dans le Traité des instruments de musique de Pierre Trichet (vers 1640)[11].

### Traité de musique

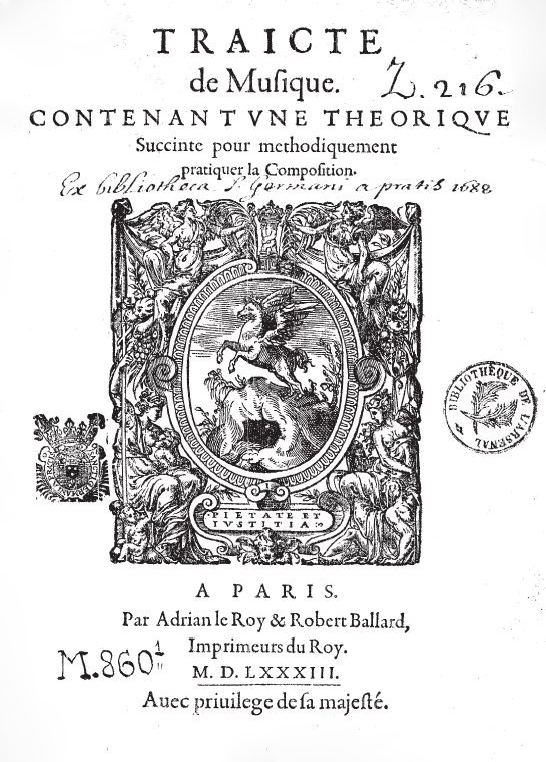
Titre du Traité de musique d'Adrian Le Roy, Paris, 1583. (c) Paris Ars.

- Traicté de musique. Contenant une théorique succincte pour méthodiquement pratiquer la composition. - Paris : Adrian Le Roy et Robert Ballard, 1583. 4°, 18 f. Lesure 1955 n° 256, RISM B-VI p. 986. La préface indique que Le Roy en est l’auteur. Les concepts traités sont : le contrepoint, les consonances parfaites et imparfaites, les dissonances, la syncope, la cadence, les modes ou tons.
- Réédition : - Paris : Veuve Robert Ballard et Pierre I Ballard, 1602. 4°, 18 f. RISM B-VI p. 986, Guillo 2003 n° 1602-C. Édition moderne par Máire Egan-Buffet : Ottawa, Institute of Mediaeval Music, 1996 (Musicological Studies, n° 66).

## Discographie et vidéos
- 4 pièces de Le Roy jouées sur le luth (YouTube)
- 4 songs arrangés par Le Roy (YouTube).
- (en) Partitions de Adrian Le Roy dans les archives Werner Icking (WIMA)